# 基洛夫格勒 (斯維爾德洛夫斯克州)
57°26′6″N 60°3′22″E / 57.43500°N 60.05611°E
基洛夫格勒（俄语：Кировгра́д）是俄羅斯斯維爾德洛夫斯克州西南部的一個城市。2002年人口23,197人。
1661年（一說1663年或1675年）建城，時稱（突厥語意即「父親的居處」）。1932年設市，改稱。1935年改名以紀念布爾什維克領袖謝爾蓋·基洛夫。